# 1028 Lydina
1028 Lydina är en asteroid i huvudbältet som upptäcktes den 6 november 1923 av den ryske astronomen Vladimir Albitskij vid Simeiz-observatoriet på Krim. Dess preliminära beteckning var 1923 PG. Asteroiden namngavs senare efter Lidia Ilinitjna Albitskaja, hustrun till upptäckaren.
Den tillhör asteroidgruppen Cybele.
Lydinas senaste periheliepassage skedde den 14 juni 2018.[Uppdatering behövs] Dess rotationstid har beräknats till 11,680 timmar. 